# Un muro de silencio
Un muro de silencio és una pel·lícula coproducció de l'Argentina, Regne Unit i Mèxic filmada en color dirigida per Lita Stantic sobre el seu propi guió escrit amb Graciela Maglie amb col·laboració de Gabriela Massuh sobre una idea original de Lita Stantic que es va estrenar el 10 de juny de 1993 i que va tenir com a actors principals a Vanessa Redgrave, Ofelia Medina, Lautaro Murúa, Julio Chávez, Lorenzo Quinteros i Soledad Villamil.

## Sinopsi
Una directora de cinema britànica arriba a Buenos Aires per a filmar la història de la dona d'un desaparegut durant la dictadura militar i el rodatge reaviva dubtes i pors.

## Repartiment
Van intervenir al film els següents intèrprets :
- Vanessa Redgrave	...	Kate Benson
- Ofelia Medina	...	Silvia
- Lautaro Murúa	...	Bruno
- Julio Chávez	...	Julio - Patricio
- Lorenzo Quinteros
- Soledad Villamil	...	Ana - Laura
- André Mélançon
- Alberto Segado
- Niní Gambier
- Marina Fondeville
- Ximena Rodríguez
- Rita Cortese
- Vita Escardó
- Graciela Araujo
- Aldo Barbero
- Héctor Malamud
- Daniel Freire
- Martín Pavlovsky
- Paulino Andrada
- Luis Longhi

## Producció
Stantic va tenir la idea de la pel·lícula ja el 1986 després d'una experiència de treballar amb l'actriu britànica Julie Christie a Miss Mary. Christie va revelar a Stantic les seves experiències personals d'haver establert la seva vida a l'Argentina amb la intenció de descobrir el passat recent.
Posteriorment es va rodar a Buenos Aires l'any 1992. És una coproducció entre l'Argentina Aleph Producciones, la britànica Channel 4 i l'Instituto Mexicano de Cinematografía (IMCINE).

## Premis
Asociación de Cronistas Cinematográficos de la Argentina 1994
- Guanyadores del Premi Cóndor de Plata al millor guió original de ficció

Graciela Maglie, Gabriela Massuh y Lita Stantic 
- Seleccionada com a candidata al Premi a la Millor Actriu: Vanessa Redgrave
- Seleccionada com a candidata al Premi a la Millor Opera Prima: Lita Stantic

## Recepció
La pel·lícula va tenir una bona acollida en general, demostrant ser un èxit entre els crítics de cinema argentins. Tot i que aquest va ser un període en què el públic del cinema argentí estava més captivat amb veure la política a través de la mirada del melodrama i la música rock. Redgrave va ser elogiada per la seva actaució, especialment per les sorprenents similituds entre el seu personatge i el seu personatge de la vida real com a partidari de causes minoritàries de vegades impopulars.

Alejandro Ricagno a El Amante del Cine de juny de 1993 va escriure:
| « | «… hi ha una forta confiança en les imatges. I una formulació de les mateixes en un estat de tensió permanent. Una tensió que també es mostra quan aquestes s'enfronten al discurs, a la paraula. De la impossible conciliació d'aquestes dues tensions (que són també les dels personatges: parlar-callar, recordar-oblidar) neix la força emotiva que tot el temps subjeu tant en el film dins del film …Es conten les històries i al seu torn se li planteja a l'espectador un espai que sense llevar-li dramaticidad no ho faci perdre's irremeiablement en l'emoció, ni quedar-se només en el discurs polític...el film… evita els estereotips de víctimes bones i víctimes dolentes .» | » |

Quintín a El Amante del Cine va escriure:
| « | «Una petita peça de ficció privada, alimentada pel suspens, narrada en veu baixa, caragda d'ambigüitat, exempta de concessions. Aquesta sí que és una pel·lícula necessària.» | » |

Marcelo Figueras a Clarín va dir:
| « | «Parla d'un tema irritant al qual molta gent desitjaria clausurat per sempre, i una vegada instal·lada en ell no recorre a cap dels cops baixos que podrien tornar-la més comercial.» | » |

Daniel López a La Razón va opinar:
| « | «Sorprèn pel seu rigor narratiu. No és un film atractiu ni entretingut en termes convencionals. Per moments d'una lentitud exasperant, es pren els seus temps, que poden ser assumits com a espais intermedis de reflexió .» | » |

Manrupe i Portela escriuen: 
| « | «RRigorosa visió del tema dels desapareguts exposada des del to interrogatiu d'una protagonista estrangera, i amb la distància dels anys. Si no la millor pel·lícula sobre el tema, almenys la més ajustada i millor narrada.» | » |